# 吕彬雅
吕彬雅（？—？），字文轩，陕西千阳人，清朝监生，启文书院山长。
今陕西省宝鸡市千阳县南寨镇龙泉寺村人。光绪十一年（1885）乙酉科拔贡。后被聘为启文书院山长，教人先器识而后文艺。天性严正，学识渊博，先后成名六十人。其中乡试贡生白生祥，岐山奉政大夫郭鸿文，浙江学生骆寿昌、骆其昌，是众学生中的佼佼者。